# ویلیام مورفی (ورزشکار)
ویلیام مورفی (انگلیسی: William Murphy; ۲۳ مهٔ ۱۸۶۷ – ۱۷ آوریل ۱۹۵۷) بازیکن لاکراس اهل ایالات متحده آمریکا بود.